# パトラ湾

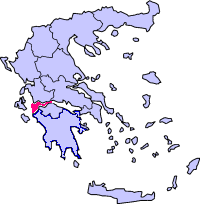
パトラ湾（紫）の位置

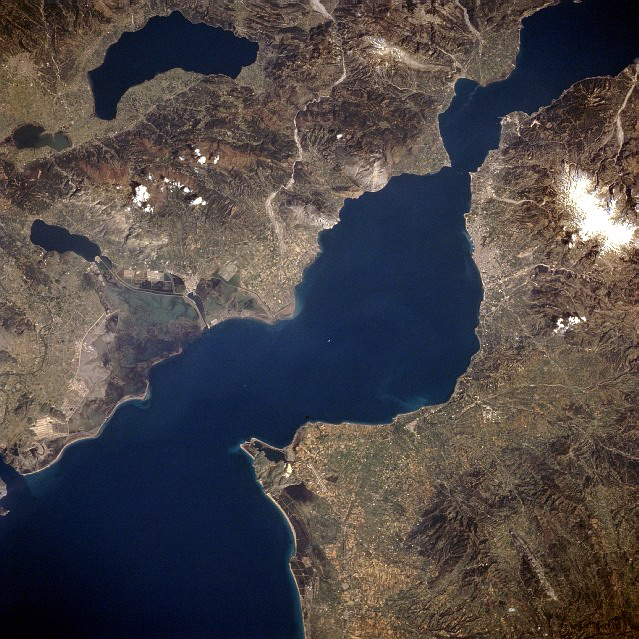
パトラ湾の衛星写真（1994年3月）

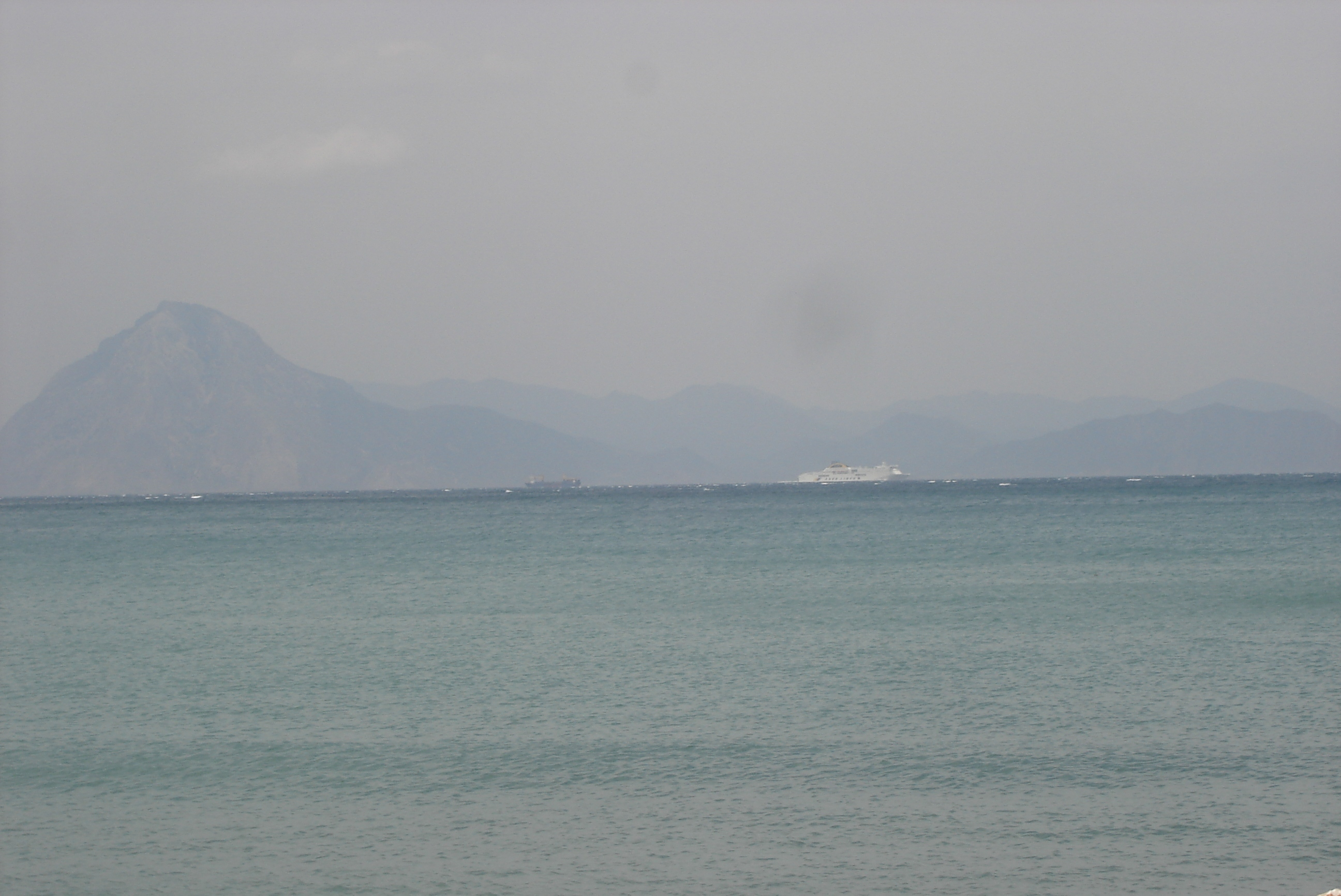
アハイア県から見たパトラ湾。アイトーリアの山並みが見える。

パトラ湾（パトラわん、ギリシア語: Πατραϊκός Κόλπος, Patraikós Kólpos）は、イオニア海の一部をなすギリシャの湾。パトライコス湾とも呼ばれる。コリンティアコス湾の入り口となるリオン海峡が東辺を画し、その近くのリオ岬とアンティリオのあいだにはリオン・アンティリオン橋がかけられている。パトラ湾の西の境界は、オクセイア島とアラクソス岬を結ぶ線である。北はギリシャ本土のエトリア＝アカルナニア県、南はペロポネソス半島のアハイア県となっている。全長は40から50キロメートル、幅は10から20キロメートル、面積は350から400平方キロメートルである。
パトラ湾の南東に位置するパトラスが唯一の主要港である。パトラスからはケファロニア島やイタリアのアンコーナ、ブリンディシにフェリーが出航している。北岸のメソロンギにも港がある。湾の南岸や東岸、北岸に複数のビーチがある。東部のリオとアンティリオを結ぶ船便は、リオン・アンティリオン橋の交通を補う存在となっている。豊かな漁場でもある。
歴史上、パトラ湾では1499年のゾンキオの海戦、1500年のモドンの海戦、1571年のレパントの海戦、1772年のパトラスの海戦の4度にわたって主要な海戦が行われてきた。このうち最も規模が大きかったものはレパントの海戦であるが、レパント自体はより東方のコリンティアコス湾岸にある。
パトラ湾には以下の河川が流れ込んでいる。
- 北岸 - アケルス川、エヴィノス川
- 南岸 - ハラドロス川、グラフコス川、ピロス川

## 沿岸の都市と町
- リオ - 東岸、ビーチあり
- パトラス - 東岸、港湾およびビーチあり
- パラリア - 南東岸
- ロイティカ - 南東岸
- モノデンドリ - 南東岸
- ツカライイカ - 南東岸
- アリッソス - 南岸、ビーチあり
- アリケス - 南岸
- イオニキ・アクティ - 南岸
- マヴリ・ミティ - 南西岸
- メソロンギ - 北岸
- アンティリオ - 北東岸、港あり